# Nanakuma (métro de Fukuoka)
Nanakuma (七隈駅, Nanakuma-eki) est une station de la ligne Nanakuma du métro de Fukuoka. Elle est située dans l'arrondissement de Jōnan à Fukuoka au Japon.

## Situation sur le réseau
Établie en souterrain, Nanakuma est située au point kilométrique (PK) 4,9 de la ligne Nanakuma. Elle est située entre la station Fukudai-mae, en direction du terminus ouest Hashimoto, et la station Kanayama, en direction du terminus est Hakata.

## Histoire
La station Nanakuma est mise en service le 3 février 2005, lors de l'ouverture à l'exploitation des 16 stations de la ligne Nanakuma entre Tenjin-minami et Hashimoto.

## Services aux voyageurs

### Accès et accueil
La station est ouverte tous les jours.
Nanakuma est desservie par les rames de la ligne Nanakuma : 
- voie 1 : direction Hakata
- voie 2 : direction Hashimoto

Installations et desserte
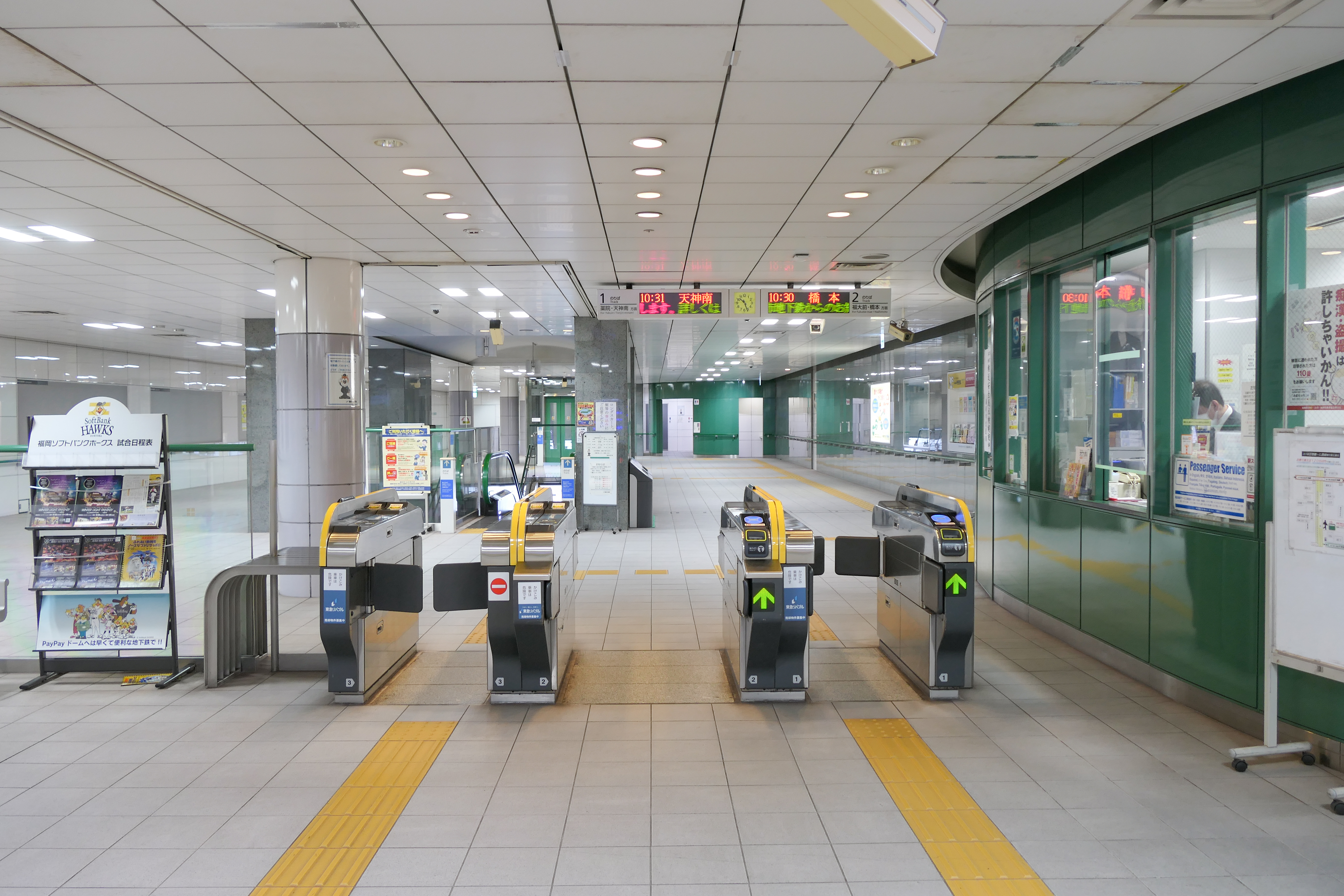
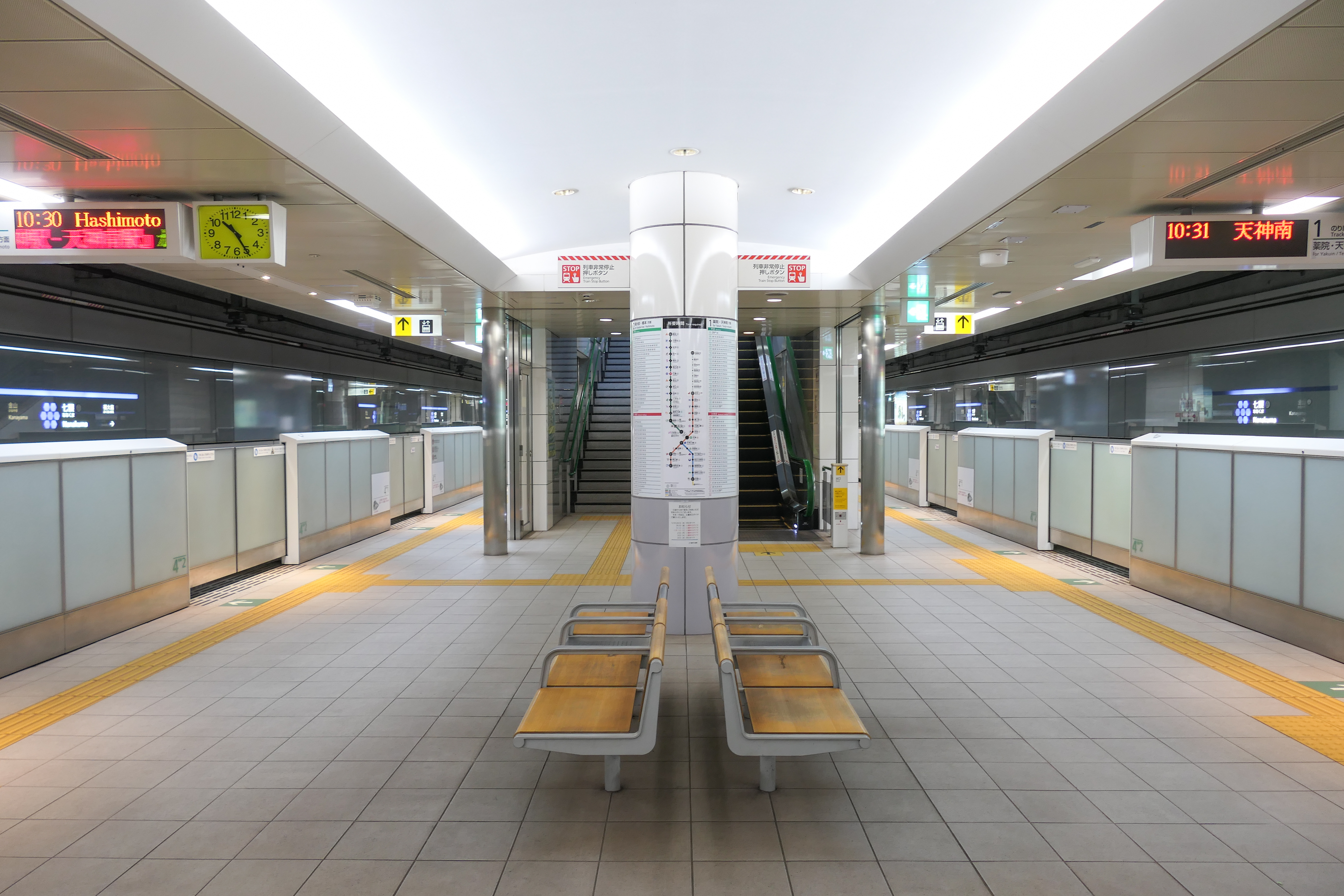